# LVTP-5
Le LVTP-5 (en anglais : Landing Vehicle Tracked Personnel Mark 5, véhicule de débarquement chenillé de transport de personnel modèle 5), appelé aussi LVT-5 est un véhicule blindé d'assaut amphibie américain. Conçu au début des années 1950, il succéda au LVT-4 à ciel ouvert et connu son baptême du feu au Viêt Nam au cours du duquel il se montra particulièrement vulnérable aux mines. Il fut remplacé par le LVTP-7 au début des années 1970.

## Historique
Après la Seconde Guerre mondiale, la majeure partie des forces d’assaut amphibie sont dissoutes et leurs véhicules ferraillés ou donnés à des armées alliées, comme la France ou la Chine nationaliste. Les États-Unis ne conservent que des LVT-3 et des LVT(A)-5. Ces véhicules font l’objet de petites améliorations entre 1949 et 1951, la plus importante étant la conversion des LVT-3 en LVT-3C, sur lesquels le compartiment passager, auparavant ouvert sur le dessus, est doté d’un toit. En revanche, aucun des projets de développement visant à procurer un successeur à ces engins n’est mené à terme.
La guerre de Corée montre toutefois l’importance de disposer de ce type de véhicule, alors même que les pertes réduisent le nombre d’exemplaires disponibles et que ceux-ci sont de surcroît largement obsolètes. Ainsi, en décembre 1950 l’United States Navy charge Ingersoll Products, une filiale de la Borg-Warner Corporation de développer une nouvelle famille de véhicules amphibies. 
Le développement dure deux ans et la production débute en 1952. Lorsqu’elle s’achève en 1957, 1124 LVPT-5 ont été produits, ainsi que 210 de la variante d’artillerie LVTH-6, 65 de la dépanneuse LVTR-1 et un faible nombre du char de pionnier LVTE-1. La variante antiaérienne n’est finalement pas entrée en production, ni le véhicule de commandement, bien qu’il soit décidé par la suite de convertir 55 LVTP-5 pour cet usage. De nombreux problèmes de suspension, de boîte de vitesse et de train de roulement mènent au développement rapide d’une version A1, qui ne les corrige toutefois que partiellement.

## Histoire opérationnelle
L’entrée en service du LVTP-5 est retardée par les problèmes de fiabilité et ne se fait donc qu’en 1956. Les véhicules sont alors déployés au sein du corps des Marines, dans les Amphibian Tractor Battalions. Ceux-ci sont composés de deux compagnies de quatre pelotons, chacun d’entre aux comptant onze LVTP-5A1. S’y ajoute une unité de commandement dotée de trois LVTP-5A1 (Cmd), un LVTR-1A1, un peloton de déminage avec huit LVTE-1, un peloton de maintenance équipé d’un LVTR-1A1 et un peloton amphibie avec trois LVPT-5A1 (Cmd) et douze LVPT-5A1.
Le véhicule prend part à la guerre du Viêt Nam au sein des 1st et 3 rd Amphibian Tractor Battalions. Ses performances s’y montrent assez décevantes, principalement du fait qu’il n’est pas utilisé dans le rôle pour lequel il a été conçu : aucune opération amphibie n’ayant lieu, il sert de transport de troupes blindé terrestre. N’étant pas prévu pour effectuer de grands trajets, son train de roulement est sujet à des pannes fréquentes, que la configuration interne du véhicule rend pénibles à réparer. Encore plus problématique, le LVTP-5 se révèle dangereux pour ses passagers du fait de l’emplacement des réservoirs d’essence dans le plancher : les explosions venant de dessous tendent ainsi à transformer la cabine en brasier, rendant le véhicule très vulnérable aux mines et engins explosifs improvisés, alors que les forces adverses en font grand usage.

### Données techniques
| Modèle                   | LVTP-5/LVPT-5A1                                        | LVTH-6/LVTH-6A1                                        |
| ------------------------ | ------------------------------------------------------ | ------------------------------------------------------ |
| Équipage                 | 3                                                      | 7                                                      |
| Passagers                | 34                                                     | -                                                      |
| Longueur hors tout       | 9,04 m                                                 | 9,04 m                                                 |
| Largeur hors tout        | 3,57 m                                                 | 3,57 m                                                 |
| Hauteur                  | 3,06 m                                                 | 4,08 m                                                 |
| Garde au sol             | 0,43 m (centre) / 0,28 m (côtés)                       | 0,43 m (centre) / 0,28 m (côtés)                       |
| Masse à vide             | 29 121 kg                                              | 33 661 kg                                              |
| Masse en ordre de combat | 39 816 kg (sur terre) / 37 095 kg (maximum dans l’eau) | 39 281 kg (sur terre) / 38 292 kg (maximum dans l’eau) |
| Pression au sol          | 0,64 kg/cm2                                            | 0,64 kg/cm2                                            |

| Modèle                                 | LVTP5/LVPT5A1                                                                      | LVTH-6/LVTH-6A1                                                                    |
| -------------------------------------- | ---------------------------------------------------------------------------------- | ---------------------------------------------------------------------------------- |
| Motorisation                           | Continental LV-1790-1 12 cylindres en V (29 361 cm3) à refroidissement par liquide | Continental LV-1790-1 12 cylindres en V (29 361 cm3) à refroidissement par liquide |
| Puissance brute                        | 810 hp à 2 800 tours par minute                                                    | 810 hp à 2 800 tours par minute                                                    |
| Puissance nette                        | 704 hp à 2 800 tours par minutee                                                   | 704 hp à 2 800 tours par minutee                                                   |
| Puissance massique nette               | 17,7 hp/t                                                                          | 17,9 hp/t                                                                          |
| Transmission                           | Allison CD-850-4A ou CD850-4B (2 vitesses avant, 1 arrière)                        | Allison CD-850-4A ou CD850-4B (2 vitesses avant, 1 arrière)                        |
| Suspension                             | torsion élastique                                                                  | torsion élastique                                                                  |
| Longueur de contact au sol             | 5,82 m                                                                             | 5,82 m                                                                             |
| Type de carburant                      | essence 80 octane                                                                  | essence 80 octane                                                                  |
| Contenance des réservoirs de carburant | 1 726 L                                                                            | 1 726 L                                                                            |
| Vitesse maximale sur route             | 48 km/h                                                                            | 48 km/h                                                                            |
| Vitesse maximale dans l’eau            | 11 km/h                                                                            | 11 km/h                                                                            |
| Autonomie sur route                    | env. 306 km                                                                        | env. 306 km                                                                        |
| Autonomie dans l’eau                   | env. 92 km                                                                         | env. 92 km                                                                         |
| Franchissement hauteur                 | 0,91 m                                                                             | 0,91 m                                                                             |
| Franchissement largeur                 | 3,66 m                                                                             | 3,66 m                                                                             |
| Franchissement profondeur              | flotte                                                                             | flotte                                                                             |
| Franchissement pente                   | 70%                                                                                | 60%                                                                                |
| Rayon de braquage                      | tourne sur place                                                                   | tourne sur place                                                                   |

| Modèle    | LVTP5/LVPT5A1                                       | LVTH-6/LVTH-6A1                                     |
| --------- | --------------------------------------------------- | --------------------------------------------------- |
| Type      | plaques de blindage en acier assemblées par soudure | plaques de blindage en acier assemblées par soudure |
| Épaisseur | 6,35 mm à 15,88 mm                                  | 6,35 mm à 15,88 mm                                  |

| Modèle                                          | LVTP5/LVPT5A1                    | LVTH-6/LVTH-6A1                                                              |
| ----------------------------------------------- | -------------------------------- | ---------------------------------------------------------------------------- |
| Armement principal                              | 1x mitrailleuse Browning M1919A4 | 1 x obusier M49 de 105 mm en tourelle                                        |
| Traverse/Élévation armement principal (vitesse) | 360° manuel / -15° à +60° manuel | 360° hydraulique manuel (21°/s) / -4,1° à +59° manuel                        |
| Munitions armement principal                    | 250 cartouches de .30            | 151 obus de 105 mm (opérations terrestres) / 100 obus de 105 mm (dans l’eau) |
| Armement secondaire 1                           | -                                | 1 x mitrailleuse Browning M1919A4E1 coaxiale                                 |
| Munitions armement secondaire 1                 | -                                | 2000 cartouches de .30                                                       |
| Armement secondaire 2                           | -                                | 1 x mitrailleuse Browning M2 sur la tourelle                                 |
| Munitions armement secondaire 2                 | -                                | 1050 cartouches de .50 BMG                                                   |
| Radio                                           | AN/GRC-5, AN/GRC-7 ou AN/PRC-8   | AN/GRC-5                                                                     |